# Casearia murceana
Casearia murceana är en videväxtart som beskrevs av R.Marquete och Mansano. Casearia murceana ingår i släktet Casearia och familjen videväxter. Inga underarter finns listade i Catalogue of Life.